# 16232 Chijagerbs
16232 Chijagerbs este o planetă minoră (asteroid), cu un diametru de 15,291 km, din centura de asteroizi. A fost descoperită pe 6 martie 2000 la Haleakalā Observatory⁠(d) de Near Earth Asteroid Tracking și a fost numită după James Bauer⁠(d). 
Obiectul prezintă o orbită caracterizată de o semiaxă mare de 3,9468336 UAi, o excentricitate de 0,11, o înclinație de 7,93032 ° în raport cu ecliptica.